# Sheikh Muszaphar Shukor
Sheikh Muszaphar Shukor Al Masrie bin Sheikh Mustapha (v české transkripci Šejch Muszafar Šukor Al Masri bin Šejch Mustafa) (* 27. července 1972 Petaling Jaya, Selangor, Malajsie) je malajsijský lékař a zároveň první a jediný občan Malajsie, který letěl do vesmíru. Roku 2007 byl malajsijskou vládou v 13. návštěvní expedici vyslán na týden do vesmíru na Mezinárodní vesmírnou stanici (ISS).

## Život

### Lékař
Sheikh Muszaphar Shukor Al Masrie se narodil v Petaling Jaya v malajsijském státě Selangor, vyrostl v Serembanu, hlavním městě státu Negri Sembilan. Studoval medicínu na Kasturba Medical College v indickém Manipalu, zde roku 1997 získal bakalářský titul, a na Universiti Kebangsaan Malaysia, specializoval se na ortopedickou chirurgii. Od roku 1998 pracoval v malajsijských nemocnicích, v letech 2002 a 2003 se účastnil misí malajsijské humanitární agentury MERCY v Afghánistánu a Kambodži.

### Kosmonaut
Roku 2003 se Malajsie a Rusko dohodly na návštěvním letu malajsijského kosmonauta na Mezinárodní vesmírnou stanici (ISS). Malajsijská kosmická agentura ANGKASA neprodleně zahájila výběr kandidátů, Sheikh Muszaphar Shukor se přihlásil, prošel úspěšně všemi koly výběru a v březnu 2006 odletěl do Moskvy k závěrečným testům, v září 2006 společně s Faizem Khaleedem zahájil výcvik ve Středisku přípravy kosmonautů (CPK) v Hvězdném městečku, v červnu 2007 absolvoval stáž v Johnsonovu vesmírném středisku v Houstonu.
Do vesmíru odstartoval 10. října 2007 na palubě Sojuzu TMA-11 společně se členy Expedice 16 Jurijem Malenčenkem a Peggy Whitsonovou. Na stanici se věnoval experimentům připraveným agenturou ANGKASA a také Evropskou kosmickou agenturu (ESA) a dále popularizačním aktivitám pro malajsijské studenty. Na Zem se vrátil 21. října 2007 v Sojuzu TMA-10 se Olegem Kotovem a Fjodorem Jurčichinem.